# Perry Bay
Die Perry Bay ist eine 19 km breite und vereiste Bucht an der Clarie-Küste des ostantarktischen Wilkeslands. Sie liegt zwischen dem Freeman Point und einer kurzen Halbinsel, die seewärtig im Kap Keltie endet.
Der US-amerikanische Kartograf Gardner Dean Blodgett kartierte sie 1955 anhand von Luftaufnahmen der Operation Highjump (1946–1947). Das Advisory Committee on Antarctic Names benannte die Bucht 1955 nach Oliver Hazard Perry Jr. (1815–1878), Sohn von Oliver Hazard Perry und Leutnant auf der Sloop Peacock bei der United States Exploring Expedition (1838–1842) unter der Leitung des Polarforschers Charles Wilkes.